# قطعنامه ۹۷۳ شورای امنیت
قطعنامه  ۹۷۳ شورای امنیت سازمان ملل متحد که در تاریخ ۱۳ ژانویه ۱۹۹۵ تصویب شد، سندی بین‌المللی دربارهٔ صحرای غربی است. این قطعنامه طی نشست ۳۴۹۰ام با ۱۵ رای موافق، ۰ مخالف و ۰ ممتنع تصویب شد.